# Ghelna sexmaculata
Ghelna sexmaculata là một loài nhện trong họ Salticidae.
Loài này thuộc chi Ghelna. Ghelna sexmaculata được Richard C. Banks miêu tả năm 1895.